# بيمبروكشاير

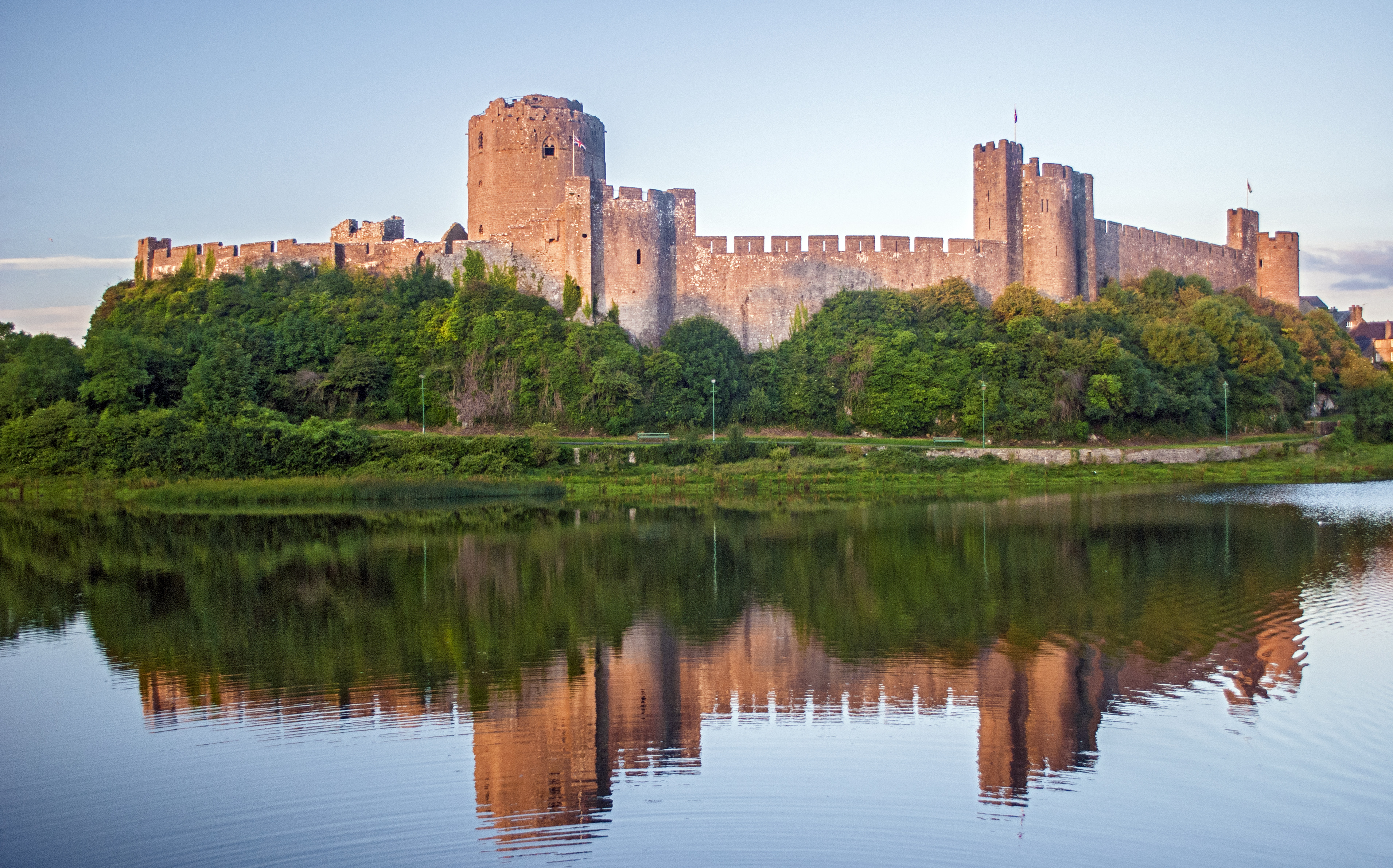
قلعة بيمبروك المكان الذي ولد فيه هنري السابع

بيمبروكشاير (بالإنجليزية: Pembrokeshire)‏ هي مقاطعة تقع في جنوب غرب ويلز.

## أعلام
- ويليام ادمون لوغان
- بيتسي
- برايان وليامز
- كلير جونز
- ديوي
- بارتولوميو روبرتس
- اريك فلين